# Tel Ẕaf
Tel Ẕaf (hebreiska: תל צף) är en kulle i Israel.   Den ligger i distriktet Norra distriktet, i den nordöstra delen av landet.
Terrängen runt Tel Ẕaf är kuperad åt sydost, men åt nordväst är den platt. Runt Tel Ẕaf är det ganska tätbefolkat, med 239 invånare per kvadratkilometer. Närmaste större samhälle är Bet She'an, 11,3 km norr om Tel Ẕaf. Trakten runt Tel Ẕaf består till största delen av jordbruksmark.